# Adams Brothers Probe 16
L'Adams Brothers M-505 Probe 16 est un modèle automobile produit par le constructeur britannique Adams Brothers, sorti en 1970. Deuxième création de la marque, elle est conçue par Dennis et Peter Adams, deux frères anciens designers chez Marcos. Seuls trois exemplaires sont construits, propulsés par un moteur BMC Série-B et assemblés à Bradford-on-Avon.
Avec son apparence distinctive due à sa carrosserie en fibre de verre en forme de goutte d'eau, ses phares escamotables et ses surfaces vitrées, elle est considérée comme une icône du design automobile britannique du début des années 70. La Probe 16 est connue pour avoir appartenu à des célébrités, et surtout pour avoir joué dans le film Orange mécanique de Stanley Kubrick en 1971, où elle est appelée « Durango 95 ». La voiture est ainsi rapidement devenue un symbole de la culture populaire et automobile des années 70.

## Historique

### Conception et développement
L'Adams Brothers Probe 16 est le deuxième et avant-dernier modèle de la marque Adams Brothers, après la Probe 15 (AB/1) et avant la Probe 2001 (AB/5). 
Les deux frères Dennis et Peter Adams, ayant travaillé pour Marcos, sont déjà habitués à la production de voitures futuristes. En 1969, le duo entreprend la production de la Probe 16, pour présenter « une enquête sur les extrêmes du style ». Dennis Adams s'occupe de la partie design, tandis que Peter est plutôt responsable de la partie ingénierie. Cependant, les conceptions extrêmes sont difficiles à réaliser et donc coûteuses, limitant cette voiture à seulement trois exemplaires (contre six prévus), vendus chacun 3 650 livres sterling,.

## Les différentes versions

### Châssis AB/2
Le châssis AB/2 (plaque d'immatriculation « MJO 145H »), est la première Probe 16 produite. Elle est vendue à l'auteur-compositeur-interprète américain Jimmy Webb. Peinte en bleu Wedgewood avec un intérieur noir, elle est la seule à être configurée pour la conduite à droite. Elle est connue pour être apparue en couverture du magazine The Daily Telegraph en octobre 1969, et pour avoir été présentée au salon international de l'automobile de Montréal 1970.
Ce châssis diffère des deux autres par le changement d'emplacement de la trappe d'essence, l'ajout de découpes stylisées dans le garde-boue arrière et l'utilisation de différents feux arrière. Son historique est flou : des rumeurs ensuite réfutées la présentaient comme irréparable à la suite d'un incendie, on évoque de nombreuses années où elle est laissée à l'abandon, elle serait revenue au Royaume-Uni où elle serait en mauvais état et en attente de restauration.

### Châssis AB/3

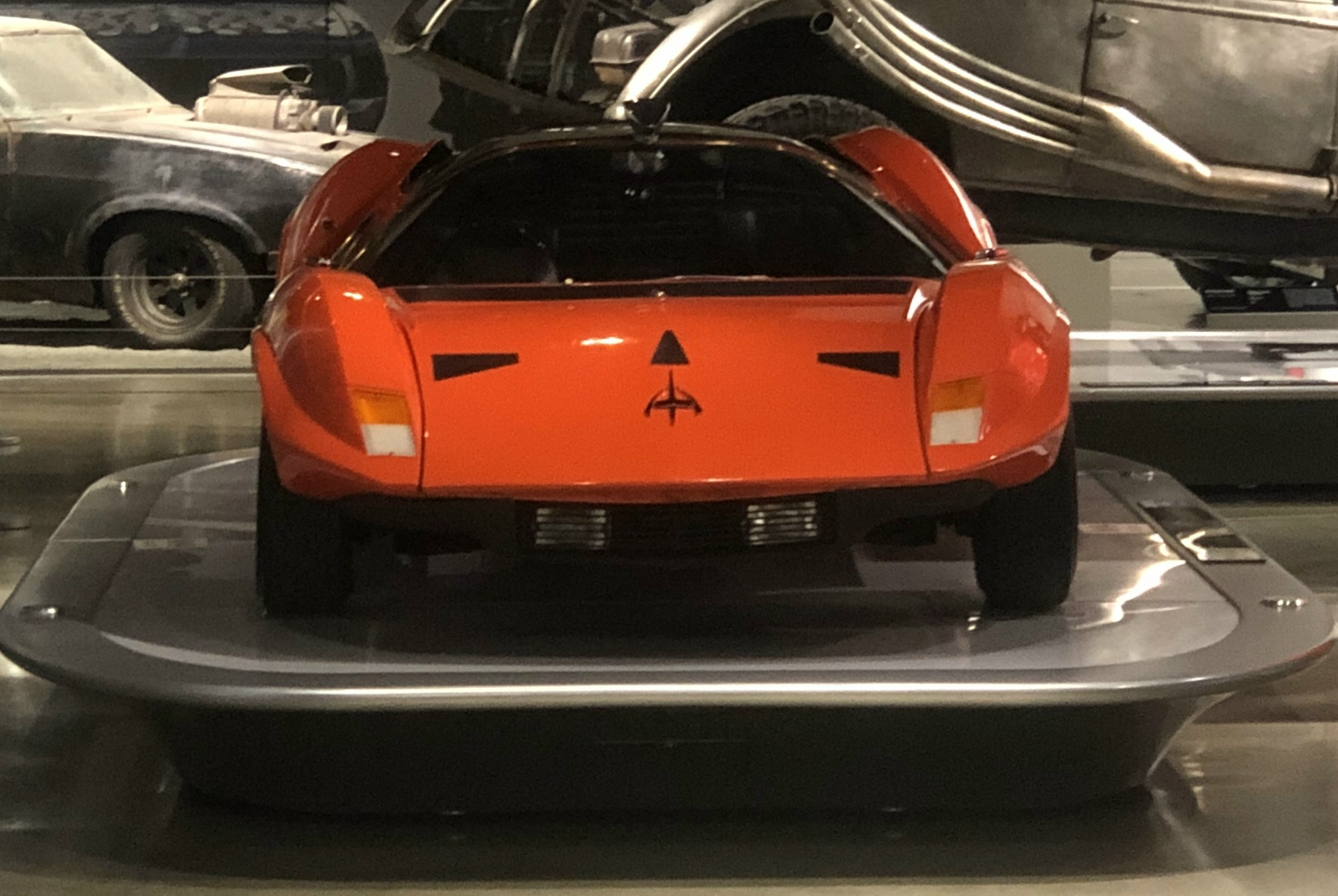
L'Adams Brothers Probe 16, châssis AB/3, exposée au Petersen Automotive Museum.

L'AB/3, plaque d'immatriculation « PWV 222H », est la deuxième Probe 16 produite. Cette voiture particulière était à l'origine rouge, avec un intérieur noir et se distingue des deux autres par le grand badge Adams Brothers situé à l'avant de la voiture. La voiture est exposée au salon de l'automobile de Londres d'octobre 1969, avec comme but de présenter un grand stand sur le style des voitures anglaises, en collaboration avec le magazine The Daily Telegraph et l'Institute of British Carriage and Automobile Manufacturers. Elle reçoit un très bon accueil et remporte le prix du design en tant que meilleur exercice de style britannique,. Elle passe dans l'émission Blue Peter la même année.  
Elle est vendue au musicien britannique Jack Bruce, à l'époque bassiste du groupe Cream. Plus tard, alors que Bruce fait partie du groupe West, Bruce and Laing, il offre sa Probe 16 à Corky Laing, le guitariste du groupe, pour son anniversaire. Mais vivant dans un Montréal trop enneigé, et plus tard dans les rues pavées de Nantucket, il la vend au collectionneur et designer automobile canadien Clyde Kwok. Ce dernier la garde jusqu'en 1983 où elle est vendue pour faire partie de la collection privée de Phil Karam. Depuis elle est la propriété de Dempsey Motorsports où elle a subi une légère restauration.

### Châssis AB/4

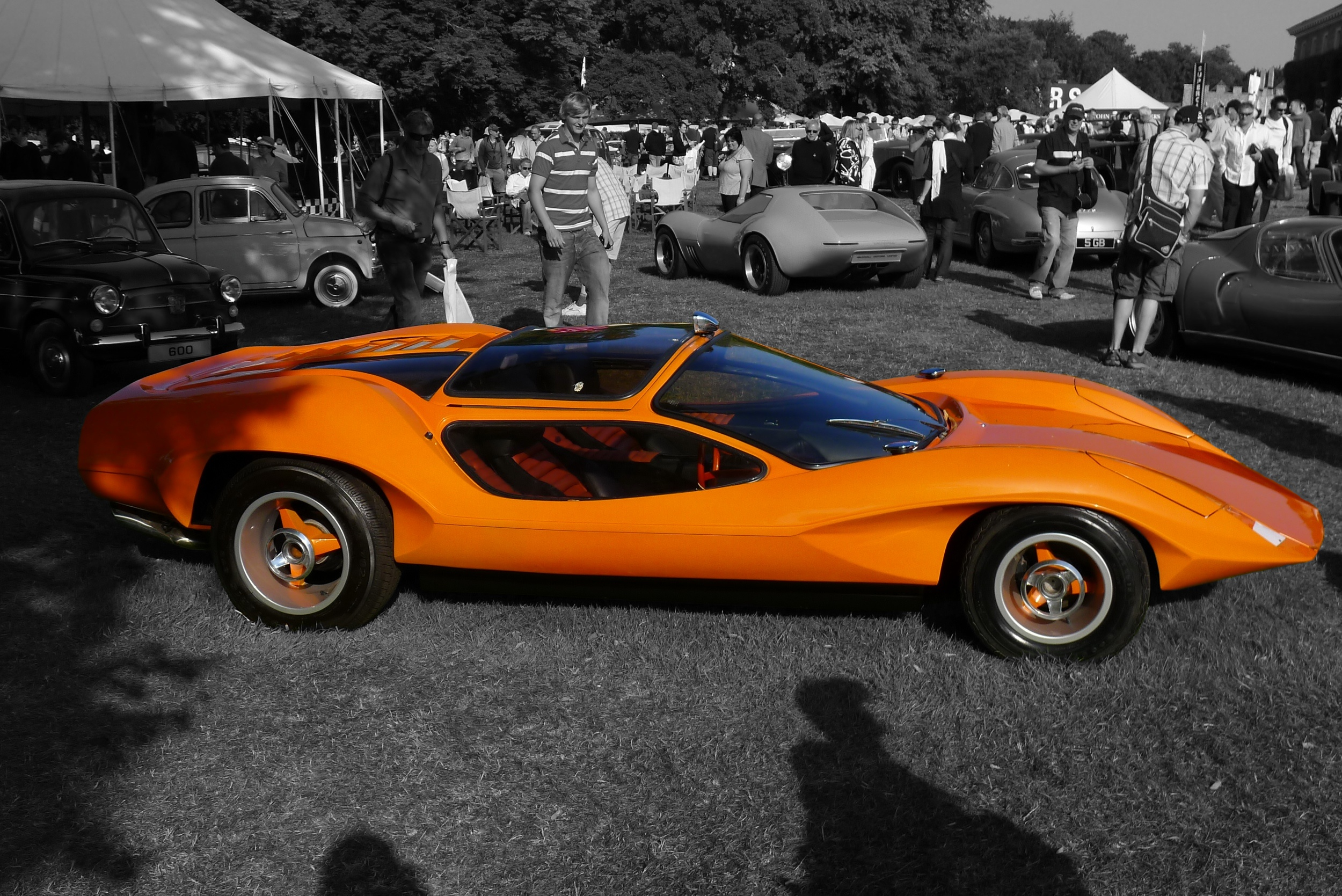
La Probe 16, châssis AB/4, au Festival de vitesse de Goodwood 2011.

La troisième produite, l'AB/4 (plaque d'immatriculation « JFB 220H ») à l'origine grise, puis repeinte en orange, devait être un modèle de démonstration pour les frères Adams. Achetée par Robin Gibbons, c'est lui qui la prête à la production pour le film de Stanley Kubrick, Orange mécanique, sorti en 1971.
Elle est ensuite exposée au Pollock Auto Showcase en Pennsylvanie. En 1987, elle est de retour au Royaume-Uni, cette fois-ci, jaune, et en très mauvais état. En 2004, elle est nommée dans le deuxième épisode de la cinquième saison de l'émission britannique Top Gear, pour participer au concours Restauration Rip-off. Elle est cependant devancée par la Mini de Paddy Hopkirk, et n'est donc pas sélectionnée pour la restauration. Plus tard, elle subit une restauration complète chez Club Autosport, repassant à l’orange. Depuis, elle fait le tour des expositions, en étant notamment présente au Festival de vitesse de Goodwood 2011.

## Caractéristiques

### Chaîne cinématique

#### Motorisations
La Probe 16 est propulsée par le moteur de l'Austin 1800 (le BMC Série-B de 1 798 cm3). Retravaillé par JanSpeed Engineering, il développe une puissance estimée à 100 ch à 5 500 tr/min, et est alésé pour passer à 1 900 cm3. Comparé à la masse 900 kg de la voiture, cela lui confère une puissance honorable. Elle est équipée d'un carburateur Weber à double starter.
| Modèle                        | Production | Moteur                           | Cylindrée         | Puissance                     |
| ----------------------------- | ---------- | -------------------------------- | ----------------- | ----------------------------- |
| Adams Brothers M-505 Probe 16 | 1970       | 4 cylindres en ligne BMC Série-B | 1 900 cm3 (1,9 L) | 74 kW (100 ch) à 5 500 tr/min |

#### Boîtes de vitesses
L'Adams Brothers Probe 16 est équipée d'une boîte de vitesses manuelle à quatre rapports.

### Châssis et carrosserie

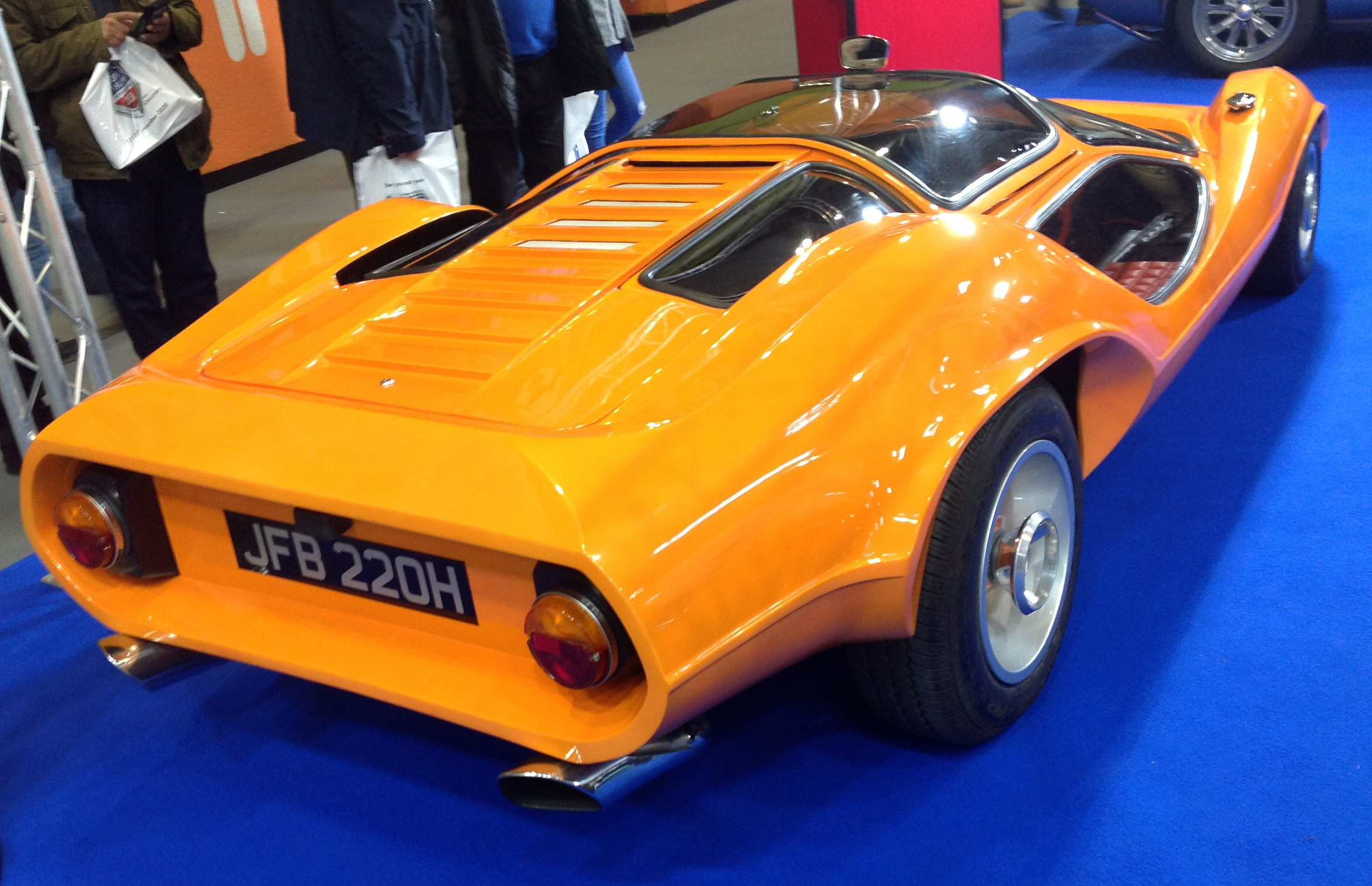
Arrière de la Probe 16, châssis AB/4.

Le design est la partie la plus travaillée de la voiture, que ses créateurs définissent comme « une enquête sur les extrêmes du style ». Conçue pour être la plus basse possible (86 cm de haut), les passagers se retrouvent dans une position très allongée, sous une grande bulle de verre. Les jantes de taille différente entre l'avant (10 pouces) et l'arrière (13 pouces) rendent l'ensemble plus agressif. Pour ne pas couper le style du véhicule, la Probe 16 ne possède pas de portières latérales, mais juste une ouverture coulissante électrique en verre sur le toit . Lorsque le conducteur tourne la clé dans la serrure, les sièges et le toit reculent automatiquement pour faciliter l'accès à l'habitacle. Son châssis est monocoque en bois, et sa carrosserie en fibre de verre.

## Dans la culture populaire

### Cinéma
La troisième Probe 16 produite, l'AB/4, achetée par Robin Gibbons, est prêtée à la production d'Orange mécanique. Elle apparaît au début du film, immatriculée « DAV 485Q », entre la septième et la neuvième minute. Installés à quatre dedans, Alex DeLarge la conduit, accompagné de Pete, Georgie et Dim. La faible hauteur du véhicule est mise à profit quand les quatre délinquants passent sous une semi-remorque en travers de la route. Alors que le quatuor fonce à toute allure, Alex décrit la voiture : « The Durango 95 purred away real horrorshow. A nice, warm, vibraty feeling all through your guttiwuts. » (en version française : « La Durango 75 ronronnait bien karacho, comme une douce vibration chaude à travers les tripes. »). Une scène montre ensuite le groupe se rendre à la maison de campagne de l'écrivain Frank Alexander, par un chemin de terre boueux.

### Télévision
- La Probe AB/3 passe dans l'émission Blue Peter en 1969, dans la rubrique Cars of 1969[6].

### Musique
- Durango 95, single du groupe Ramones, fait directement référence dans son titre au nom que porte la Probe 16 dans Orange mécanique.